# 모모톰보산

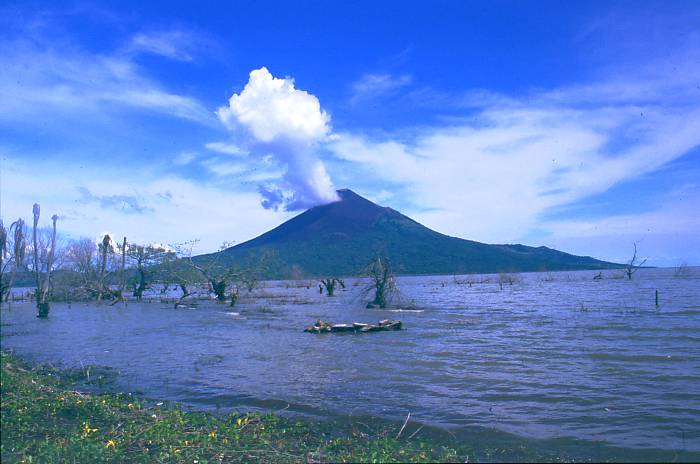

모모톰보산(Momotombo)은 니카라과에 위치한 성층 화산으로, 활화산이다. 이 산은 산꼭대기에 분화구가 있으며, 그곳에서는 아직도 연기가 나온다. 마지막 분화는 1905년에 있었으며, 호수 건너편에는 아포예퀘 산이라는 칼데라 화산이 있다.
2015년 11월 강력한 분화를 일으키며 110년만에 다시 폭발하였다.